# Friedrich Gangl
Friedrich Gangl (* 12. Juli 1878 in Judenburg; † 12. Dezember 1942 in Linz) war ein österreichischer Architekt und Baumeister.

## Leben
Friedrich Gangl erlangte 1907 die Gewerbeberechtigung für das Baumeistergewerbe in Linz. Er errichtete einige öffentliche Gebäude, Wohnhäuser und Villen in Linz. Eines seiner bedeutendsten Werke war der Neubau der Pfarrkirche Niederthalheim im neubarocken Stil unter Einbeziehung von älteren Bauteilen.

## Realisierungen

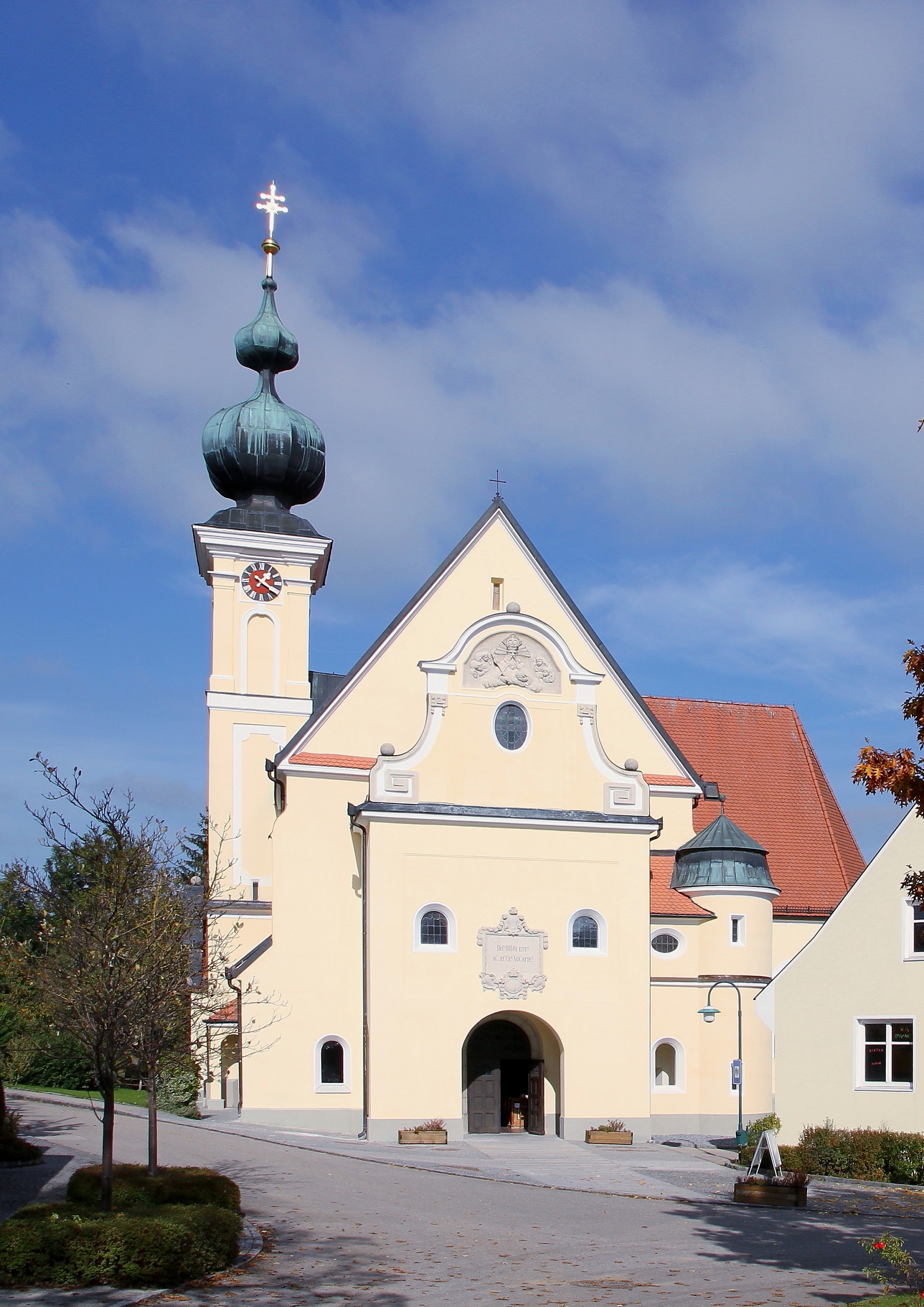
Pfarrkirche Niederthalheim (1913–1914)

- 1913–1914: Pfarrkirche Niederthalheim
- 1921: Wohnhaus Beethovenstraße 9–11, Linz
- 1924: Wohnhaus Beethovenstraße 2/Waldeggstraße 1, Linz
- 1925: Umbau Stadtpfarrhof Linz
- 1927–1928: Wohnhaus Weißenwolffstraße 25–27, Linz (Architekt Armin Sturmberger und Anton Estermann)
- 1930: Kolpinghaus Linz, Langgasse 13 (Architekt Hans Steineder)
- 1930: Haus Stifterstraße 25, Linz (Architekt Hans Feichtlbauer)
- 1936–1937: Trakt Herrenstraße 35, Krankenhaus der Barmherzigen Schwestern Linz
- einige Villen in Linz